# Abóbada de claustro

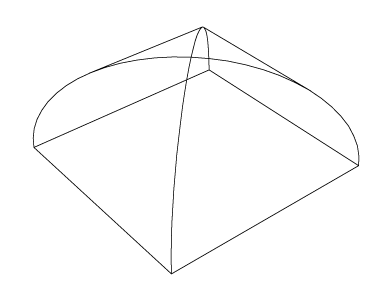
Abóbada de claustro

Uma abóbada de claustro é uma abóbada resultante da interseção de duas abóbadas de berço cruzando-se em um ângulo reto.

## Geometria
A interseção de uma abóbada de claustro com um plano horizontal é um quadrado. Este fato pode ser usado para encontrar o volume de uma abóbada utilizando o método de corte pelo cálculo integral. Encontrar o volume por este método geralmente é um exercício para os estudantes do primeiro período de cálculo.
Assumindo que a interseção entre as abóbadas de berço é semi-cilíndrica, o volume da abóboda é {\displaystyle {\frac {1}{3}}s^{3}}, em que s é o comprimento do lado da base quadrada.

## Exemplos
- Capela do cardeal português Jaime de Portugal, na Basílica di San Miniato al Monte, em Florença, Itália;
- Capelas laterais da Igreja de Santo Ippazio, em Tiggiano, Itália.